# Bank of New Zealand
 (mars 2022).
La mise en forme du texte ne suit pas les recommandations de Wikipédia : il faut le « wikifier ».
Les points d'amélioration suivants sont les cas les plus fréquents. Le détail des points à revoir est peut-être précisé sur la page de discussion.
- Les titres sont pré-formatés par le logiciel. Ils ne sont ni en capitales, ni en gras.
- Le texte ne doit pas être écrit en capitales (les noms de famille non plus), ni en gras, ni en italique, ni en « petit »…
- Le gras n'est utilisé que pour surligner le titre de l'article dans l'introduction, une seule fois.
- L'italique est rarement utilisé : mots en langue étrangère, titres d'œuvres, noms de bateaux, etc.
- Les citations ne sont pas en italique mais en corps de texte normal. Elles sont entourées par des guillemets français : « et ».
- Les listes à puces sont à éviter, des paragraphes rédigés étant largement préférés. Les tableaux sont à réserver à la présentation de données structurées (résultats, etc.).
- Les appels de note de bas de page (petits chiffres en exposant, introduits par l'outil «  Source ») sont à placer entre la fin de phrase et le point final[comme ça].
- Les liens internes (vers d'autres articles de Wikipédia) sont à choisir avec parcimonie. Créez des liens vers des articles approfondissant le sujet. Les termes génériques sans rapport avec le sujet sont à éviter, ainsi que les répétitions de liens vers un même terme.
- Les liens externes sont à placer uniquement dans une section « Liens externes », à la fin de l'article. Ces liens sont à choisir avec parcimonie suivant les règles définies. Si un lien sert de source à l'article, son insertion dans le texte est à faire par les notes de bas de page.
- La présentation des références doit suivre les conventions bibliographiques. Il est recommandé d'utiliser les modèles {{Ouvrage}}, {{Chapitre}}, {{Article}}, {{Lien web}} et/ou {{Bibliographie}}. Le mode d'édition visuel peut mettre en forme automatiquement les références.
- Insérer une infobox (cadre d'informations à droite) n'est pas obligatoire pour parachever la mise en page.

Pour une aide détaillée, merci de consulter Aide:Wikification.
Si vous pensez que ces points ont été résolus, vous pouvez retirer ce bandeau et améliorer la mise en forme d'un autre article.
La Bank of New Zealand (BNZ) est l'une des quatre grandes banques néo-zélandaises et opère dans le pays depuis l'ouverture du premier bureau à Auckland en octobre 1861, suivi peu de temps après par la première succursale à Dunedin en décembre 1861 . La banque exploite une variété de services financiers couvrant les services bancaires aux particuliers, aux entreprises et aux institutions et emploie plus de 5 000 personnes en Nouvelle-Zélande. En 1992, la banque a été achetée par la National Australia Bank et a depuis lors fonctionné comme une filiale, mais elle conserve une gouvernance locale avec un conseil d'administration néo-zélandais .

## Histoire
En 1861, la Banque de Nouvelle-Zélande est constituée en société privée et incorporée par le New Zealand Bank Act 1861  créant la société et l'autorisant à émettre des billets de banque. La première succursale en Nouvelle-Zélande a ouvert ses portes à Queen Street à Auckland et une succursale à Dunedin est ouverte peu de temps après. Un an plus tard, en 1862, des succursales sont ouvertes à Wellington, Christchurch et Londres. 
La même année, la BNZ détient le compte bancaire du gouvernement néo-zélandais auprès de l' Union Bank of Australia et devient un agent pour lever des dettes au Royaume-Uni pour le gouvernement.
Dans les années 1860 et 1870, des capitaux ont été introduits en Nouvelle-Zélande notamment par le gouvernement dans un contexte de développement économique avec de très bonnes perspectives qui ont porté les prix de l'immobilier à des valeurs élevées. 
Cependant, dans les années 1880, les prix des produits de base tombent à un niveau très bas. De nombreux propriétaires et hommes d'affaires sont ruinés et les classes ouvrières n'ont plus les moyens d'acheter des biens de première nécessité ou de payer leurs dettes .
En 1894, la BNZ est sauvée par une législation gouvernemental. 
- 1895 : La BNZ reprend la Colonial Bank of New Zealand qui était en crise.
- 1940 : 1 000 000 £ de prêt sans intérêt à titre de contribution de guerre au gouvernement. Les 74 femmes de l'entreprise passent à plus de 700 en 1945.
- 1943 : ouverture d'une succursale mobile dans une caravane pour les militaires américains, introduction de la banque de nuit à Auckland et Wellington.
- 1944 : Ouverture du service des prêts personnels. Le gouvernement annonce son intention de nationaliser la banque.
- 1945 : Le gouvernement Nash présente le projet de loi sur la Banque de Nouvelle-Zélande. Une fois adopté, le gouvernement a versé 7 933 000 £ en espèces, en actions transférables et en actions exonérées d'impôt aux 8 500 actionnaires de la Banque pour leurs actions. La détention moyenne était de 495 actions.
- 1966 : premier ordinateur acheté un IBM 360/30 avec une mémoire de 16k ; Création de Databank Systems Ltd en 1967 avec la National Bank of New Zealand ; les trois autres banques commerciales se joignent en 1968.
- 1978 : Lancement de la carte de débit Visa.
- 1980 : Lancement des cartes de crédit Visa.
- 1984: BNZ Centre achevé sur Willis Street, Wellington.
- 1985 : Eftpos introduit dans les stations-service dans le cadre d'un programme pilote.
- 1987 : La banque est introduite en bourse avec une offre d'actions de 15 %.
- 1989 : Le gouvernement réduit sa part à 51 % en vendant 34 % ; dont 30% vendus à Capital Markets Ltd, et le reste au grand public
- 1990 : renflouement du gouvernement de 380 millions de dollars pour éviter l'effondrement. Bolger a été informé le dimanche après les élections de 1990 que la banque devait faire rapport d'ici vendredi, et si elle n'était pas soutenue d'ici là, elle s'effondrerait (à cause des prêts australiens). Elle détenait 40 % du papier commercial en Nouvelle-Zélande. Donc, s'il s'effondrait, la moitié des entreprises néo-zélandaises se seraient effondrées [6].

Le logo de la Banque de Nouvelle-Zélande utilisé entre 2008 et 2010

- 1992 : La National Australia Bank (NAB) rachète la BNZ et la BNZ devient une filiale de la banque australienne [7].
- 1992 : Ouverture du premier centre d'appels à Auckland.
- 1998 : Déménagement du siège social à Auckland.
- 1999 : BNZ lance les services bancaires par Internet.
- 1999 : lancement du réseau BNZ Private Banking[8].
- 2000 : 192 agences, 5562 collaborateurs.
- 2008 : 1er octobre : la banque se rebaptise « BNZ » avec un changement de logo et de couleurs [9].
- 2020 : BNZ annonce la fermeture de 38 succursales au cours des sept prochains mois en raison des effets économiques du COVID-19[10].